# Азатот (оповідання)
Азатот (англ. Azathoth) — початок незавершеного роману американського письменника-фантаста Говарда Лавкрафта, написаний у червні 1922 року та опублікований фрагментом у журналі «Leaves» в 1938 році, вже після смерті Лавкрафта. Це перший художній твір, в якому згадується вигадана істота Азатот, один з головних персонажів «Міфів Ктулху», хоча він з'являється лише в назві.

## Сюжет
Історія починається з опису того, як сучасний світ був позбавлений уяви та віри в магію. Головний герой — неназваний чоловік, який живе в похмурому і потворному місті. Щовечора протягом багатьох років він дивиться з вікна на зорі, аж поки з часом не починає бачити таємні перспективи, про які не здогадується звичайне людство. Одного разу вночі прірва між його світом і зорями долається, і його розум підіймається з тіла в безмежний космос.

## Навіювання
Лавкрафт описав свій запланований роман як «дивну східну казку в манері 18-го століття» і як «дивний роман у стилі Ватека», маючи на увазі роман про Аравію, написаний Вільямом Томасом Бекфордом у 1786 р. Припускаючи, що його історія буде містити матеріал типу «Арабських ночей», він писав, що
Я не буду дотримуватися жодного сучасного критичного канону, а відверто прослизну крізь століття і стану міфотворцем з тією дитячою щирістю, якої ніхто, окрім попередніх Дунсанів, не намагався досягти в наш час. Я піду зі світу, коли писатиму, з думкою, зосередженою не на літературному вжитку, а на мріях, які я бачив, коли мені було шість років чи менше — мріях, які послідували за моїми першими знаннями про Синдбада, про Агіба, про Бабу-Абдалу та про Сіді-Нонмана.
Хоча Лавкрафт, найімовірніше, так і не зміг пройти далі 480-слівного фрагмента, що зберігся, пізніше він написав повість на схожу тему — Сновидні пошуки незвіданого Кадата.